# 田中洋 (数学者)
田中 洋（たなか ひろし、1931年 - ）は、日本の数学者。慶應義塾大学名誉教授。専門は確率論。確率解析における田中の公式(ブラウン運動の超関数論的見方)、田中の例(伊藤の確率微分方程式の強解が存在しない例)、ランダム媒体の理論で世界的に名を知られている。

## 略歴
九州大学の丸山儀四郎の下で学び、博士号を取得。慶応義塾大学で1998年に退職するまで教鞭を執った後、2001年まで日本女子大学理学部教授を務めた。
確率解析の分野で、局所時間に対する田中の公式、凸領域の反射壁ブラウン運動、強解をもたない確率偏微分方程式（田中の例）などの結果を発表し、今日の確率論を牽引する人々の最初期の仕事に影響を与えた。70年代から80年代初めにかけて、ボルツマン方程式、カオスの伝播、均質化問題などで成果を挙げた。
1994年の国際数学者会議（チューリッヒ）で招待講演者を務めている。